# وورمبرگ
وورمبرگ (به آلمانی: Wurmberg) یک شهر در آلمان است که در انتسکرایس واقع شده‌است. وورمبرگ ۲٬۹۳۱ نفر جمعیت دارد.